# 苏和 (1970年)
苏和（1970年1月—），蒙古族，内蒙古赤峰人，中华人民共和国政治人物，曾任兴安盟盟长，现任兴安盟盟委书记。